# Babljak, Kolašin
Babljak este un sat din comuna Kolašin, Muntenegru. Conform datelor de la recensământul din 2003, localitatea are 200 de locuitori (la recensământul din 1991 erau 196 de locuitori).

## Demografie
În satul Babljak locuiesc 143 de persoane adulte, iar vârsta medie a populației este de 34,9 de ani (35,7 la bărbați și 34,1 la femei). În localitate sunt 56 de gospodării, iar numărul mediu de membri în gospodărie este de 3,57.
Această localitate este populată majoritar de sârbi (conform recensământului din 2003).
|  |

| Demografie | Demografie | Demografie |
| An         | Locuitori  | Locuitori  |
| ---------- | ---------- | ---------- |
|            |            |            |
|            |            |            |
|            |            |            |
|            |            |            |
| 1948       | 100        |            |
| 1953       | 94         |            |
| 1961       | 137        |            |
| 1971       | 137        |            |
| 1981       | 169        |            |
| 1991       | 196        | 196        |
| 2003       | 211        | 200        |

| \| Componența etnică conform recensământului din 2003[2] \| Componența etnică conform recensământului din 2003[2] \| Componența etnică conform recensământului din 2003[2] \| Componența etnică conform recensământului din 2003[2] \| Componența etnică conform recensământului din 2003[2] \| \| ----------------------------------------------------- \| ----------------------------------------------------- \| ----------------------------------------------------- \| ----------------------------------------------------- \| ----------------------------------------------------- \| \| \| \| \| \| \| \| Sârbi \| Sârbi \| \| 160 \| 80% \| \| Muntenegreni \| Muntenegreni \| \| 38 \| 19% \| \| Musulmani \| Musulmani \| \| 1 \| 0,5% \| \| Macedoneni \| Macedoneni \| \| 1 \| 0,5% \| \| necunoscută \| necunoscută \| \| 0 \| 0% \| |              |  |     |      |
| Componența etnică conform recensământului din 2003 |              |  |     |      |
| |              |  |     |      |
| Sârbi | Sârbi        |  | 160 | 80%  |
| Muntenegreni | Muntenegreni |  | 38  | 19%  |
| Musulmani | Musulmani    |  | 1   | 0,5% |
| Macedoneni | Macedoneni   |  | 1   | 0,5% |
| necunoscută | necunoscută  |  | 0   | 0%   |